# ریتا گوئررا
ریتا گوئررا (به انگلیسی: Rita Guerra) (زاده ۲۲ اکتبر ۱۹۶۷) خواننده پرتغالی است.
او در مسابقه آواز یوروویژن ۲۰۰۳ نماینده پرتغال بود.